# 什羅卡基利琴卡河

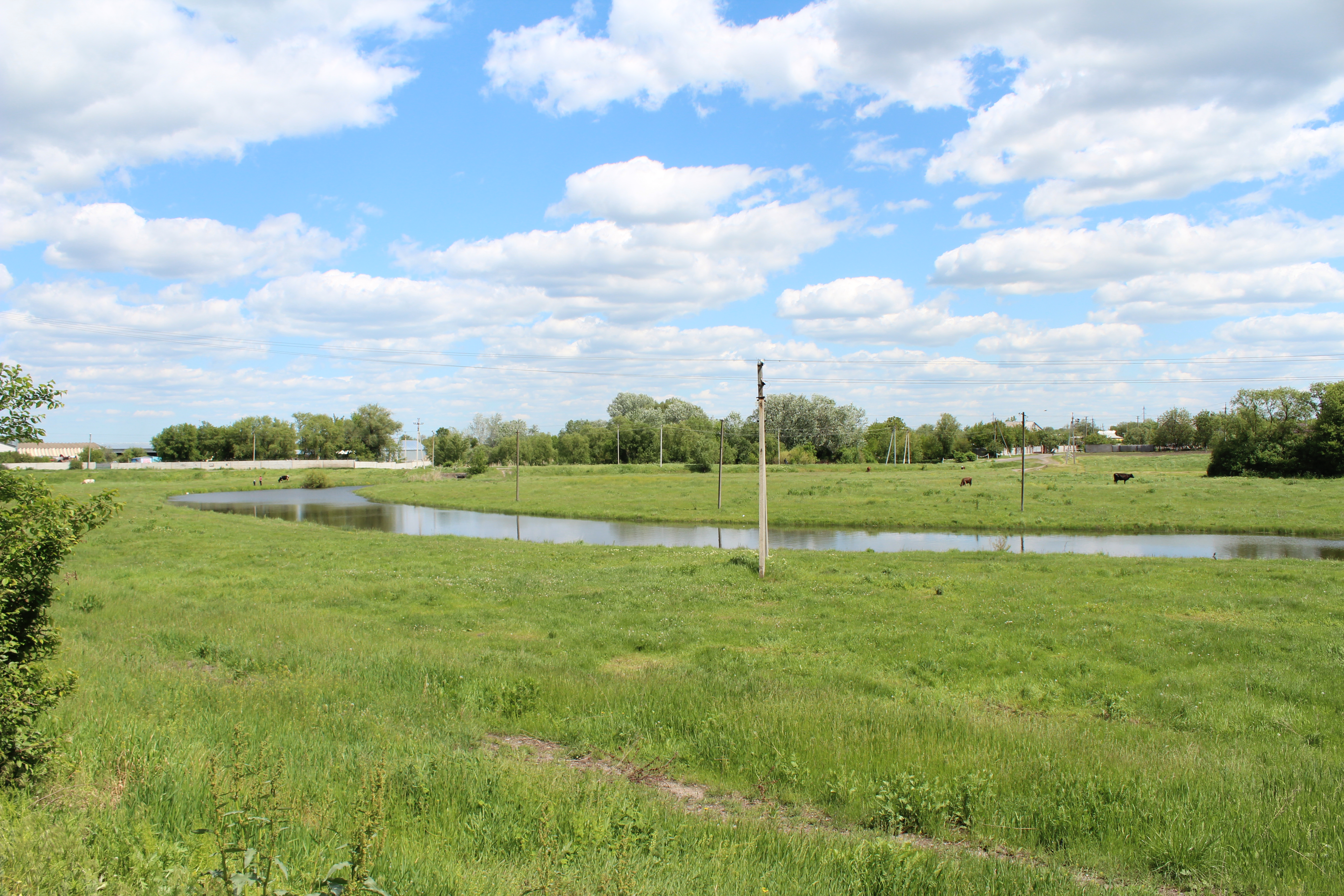

什羅卡基利琴卡河（烏克蘭語：Широка Кільченька），是烏克蘭的河流，位於該國中部第聶伯羅彼得羅夫斯克州，屬於奧列利河的支流，流經萨马尔区，河道全長26公里，流域面積104平方公里。